# Ulrike Elsner

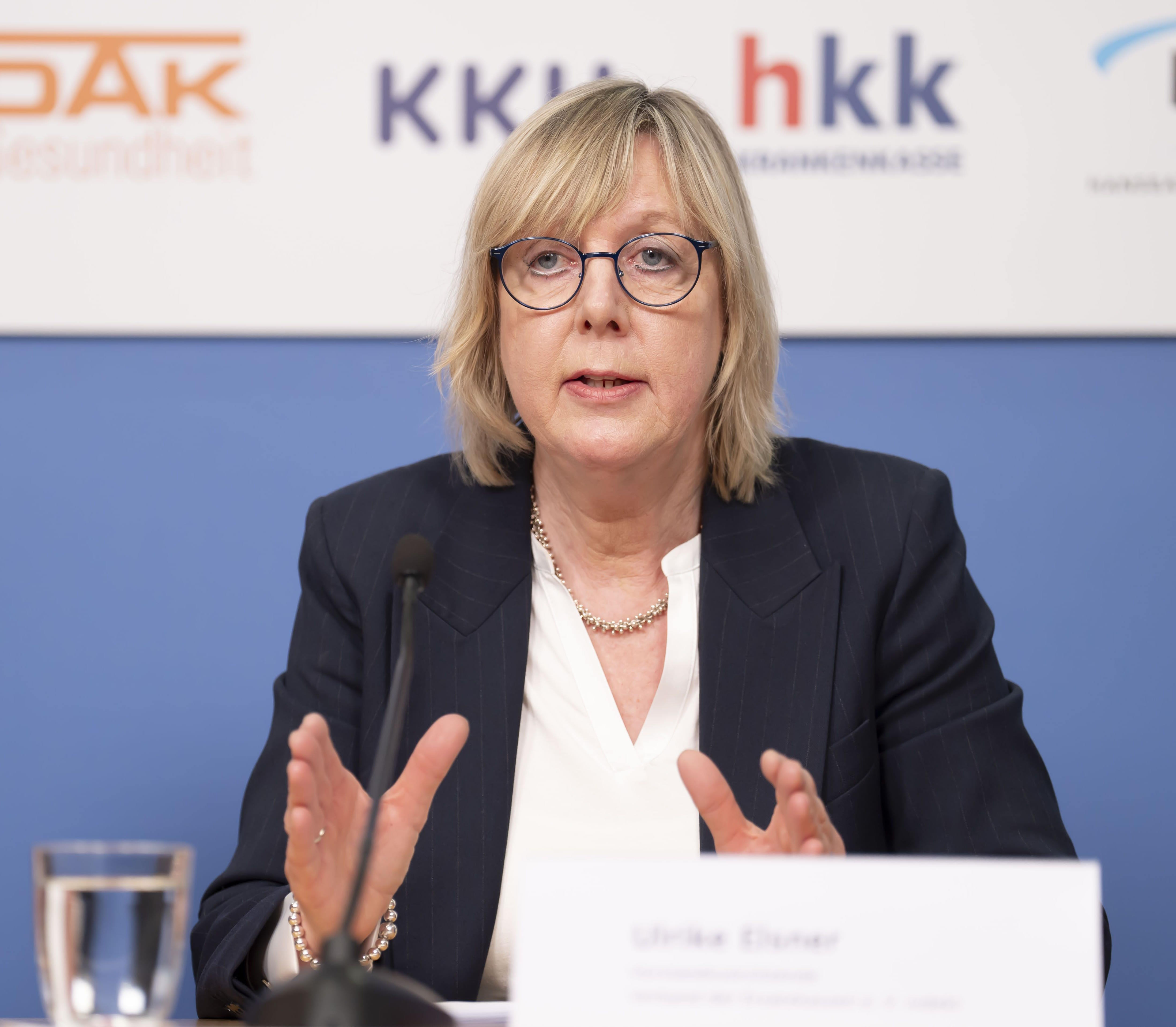
Ulrike Elsner, Februar 2024

Ulrike Elsner (geb. 1965 in Gudendorf, Schleswig-Holstein) ist Vorstandsvorsitzende des Verbandes der Ersatzkassen (vdek). 

## Beruf und Karriere
Elsner wuchs in Gundendorf auf. Nach der Schulzeit studierte sie Rechtswissenschaften an der Universität Augsburg und Freiburg. Ihr juristisches Referendariat absolvierte sie in Berlin und Seattle (USA), jeweils mit den Schwerpunkten des Arbeits- und Sozialrechts.
Ab 1994 war Elsner in verschiedenen Funktionen beim Verband der Ersatzkassen tätig. So arbeitete sie zunächst in der Berliner Landesvertretung des vdek, ehe sie im Anschluss in der Landesvertretung Sachsens tätig war. Ab 2008 übernahm Elsner die Leitung der Abteilung Ambulante Versorgung in der vdek-Zentrale in Berlin. Seit 2012 ist sie Vorstandsvorsitzende des vdek und löste damit ihren Vorgänger Thomas Ballast ab. 2017 und 2023 wurde sie jeweils im Amt bestätigt.
Elsner ist verheiratet und arbeitet ehrenamtlich als Richterin am Bundessozialgericht.